# Christoph Moss
Christoph Moss (* 17. Mai 1967 in Dortmund, Nordrhein-Westfalen) ist ein deutscher Journalist und Hochschullehrer. Er hält eine Professur für Kommunikation und Marketing an der International School of Management in Dortmund.
Nach dem Abitur 1986 leistete Christoph Moss zuerst den Wehrdienst ab, bevor er in Dortmund eine Ausbildung zum Bankkaufmann begann. Im Anschluss studierte er Betriebswirtschaftslehre an der Universität Passau. Noch während des Studiums begann er 1990 mit Unterstützung des Instituts für Journalistenausbildung an der Uni Passau sein Volontariat bei der Passauer Neuen Presse, für die er im Anschluss auch zwei Jahre als Wirtschaftsredakteur arbeitete.
1996 kehrte Christoph Moss in seine Geburtsstadt zurück, um an der Technischen Universität Dortmund zu promovieren. Seine Doktorarbeit mit dem Titel „Die Organisation der Zeitungsredaktion“ reichte er im Jahr darauf ein, bevor er 1997 die Leitung der Wirtschaftsredaktion der Ruhr Nachrichten übernahm. 2000 wechselte der Journalist in die Handelsblatt-Redaktion nach Düsseldorf. 2006 übernahm er zusätzlich die Leitung der Georg von Holtzbrinck-Schule für Wirtschaftsjournalisten.
2007 verließ Christoph Moss die journalistische Praxis, um sich der Lehre zu widmen. Er erhielt eine Professur für Unternehmenskommunikation und Medienmanagement an der International School of Management, an der er auch den Studiengang „Communications & Marketing“ führte. Bereits zuvor hatte er Lehraufträge an der Frankfurt School of Finance & Management, TU Dortmund, FH Gelsenkirchen, FH Hannover sowie am Journalistenzentrum Haus Busch in Hagen angenommen. 2009 erhielt er darüber hinaus eine Gastprofessur an der Technischen Universität Ostrava in Tschechien.
Von 2011 bis 2016 hielt Christoph Moss eine Professur für Journalistik und Medienmanagement an der BiTS in Iserlohn. Er führte dort als Dekan den Fachbereich „Medien und Kommunikation“ und war als Prodekan des Bachelor-Programms „Journalism and Business Communication“ tätig. Neben seiner Lehrtätigkeit ist er seit dessen Gründung 2008 Inhaber von „mediamoss“, einer Agentur für Kommunikation. Außerdem hält er Vorträge bei Medien- und Kommunikations-Tagungen.

## Veröffentlichungen
- 30 Minuten Corporate Newsroom, Gabal, Offenbach 2022. ISBN 978-3-96739-107-7
- The Corporate Newsroom: Steering Companies Efficiently Through Communication, Springer International, Basel 2021. ISBN 978-3-030-67641-4
- Der Newsroom in der Unternehmenskommunikation: Wie sich Themen effizient steuern lassen, Springer VS, Wiesbaden 2016. ISBN 978-3-658-10854-0
- Instagram als Marketing-Kanal: Die Positionierung ausgewählter Social-Media-Plattformen (mit Manuel Faßmann), Springer VS, Wiesbaden 2016. ISBN 978-3-658-14349-7
- Wissenschaftspreis 2016: BiTS-Forschung, Band 9, Projektverlag, Bochum 2016. ISBN 978-3-89733-393-2
- Weblogs und Sprache: Untersuchung von linguistischen Charakteristika in Blog-Texten (mit Jill Heurich), Springer VS, Wiesbaden 2015. ISBN 978-3-658-08914-6
- Wissenschaftspreis 2015: BiTS-Forschung, Band 8, Projektverlag, Bochum 2015. ISBN 978-3-89733-359-8
- ISM-Jahrbuch Unternehmenskommunikation 2011: ISM Band 18, Verlag Monsenstein und Vannerdat, Münster 2011. ISBN 978-3-86991-358-2
- Vielen Dank für Ihre E-Mail: Kurioses, Wissenswertes und Hilfreiches rund um das Kommunikationsmittel Nummer 1, Frankfurter Allgemeine Buch, Frankfurt 2010. ISBN 978-3-89981-231-2
- Die Bedeutung interkultureller Unternehmenskommunikation im Kontext der Finanz- und Wirtschaftskrise: Discussion-Paper No. 16 (mit Katharina Balkmann), Verlag Monsenstein und Vannerdat, Münster 2010. ISBN 978-3-86991-182-3
- Die Rolle der E-Mail-Kommunikation im Hochschulmarketing – Eine internationale Untersuchung zum Umgang mit Interessentenanfragen: Discussion-Paper No. 13 (mit Stephanie Weiser), Verlag Monsenstein und Vannerdat, Münster 2010. ISBN 978-3-86991-080-2
- Die Sprache der Wirtschaft (Hrsg.), VS-Verlag, Wiesbaden 2009. ISBN 978-3-531-16004-7
- Wirtschaft in Bewegung – eine Analyse der Sportberichterstattung im Handelsblatt: Discussion-Paper No. 10 (mit Andrea Wandrey), Verlag Monsenstein und Vannerdat, Münster 2009. ISBN 978-3-86582-981-8
- Deutsch für Manager – Fokussierte Stilblüten aus der globalisierten Welt der Sprach-Performance, Verlag Frankfurter Allgemeine Buch, Frankfurt 2008. ISBN 978-3-89981-173-5
- Sprachliche Merkmale von Weblogs: Discussion-Paper No. 5, Verlag Monsenstein und Vannerdat, Münster 2008. ISBN 978-3-86582-744-9
- Wirtschaftsjournalistik – Grundlagen und Praxis (mit Jürgen Heinrich), VS-Verlag, Wiesbaden 2006. ISBN 978-3-531-14209-8
- Die Organisation der Zeitungsredaktion: Wie sich journalistische Arbeit effizient koordinieren lässt, Westdeutscher Verlag, Wiesbaden 1998. ISBN 978-3-531-13127-6